# Хат-Хор
Хат-Хор или Хор-Хат — древнеегипетский фараон додинастического периода, правивший Верхним Египтом в конце IV тысячелетия до н. э. и условно относящийся к нулевой династии.
Он известен только  из надписей на сосудах, найденных в Тархане. Однако, чтение и толкование его имени является неопределенным.